# Didymus Chalcenterus
 (juin 2025).
Pour les articles homonymes, voir Didyme.
Didymus Chalcenterus (en grec ancien Δίδυμος χαλκέντερος / Dídumos khalkénteros) (vers -63, 10), grammairien de l'école d'Aristarque d'Alexandrie, contemporain d'Auguste.

## Biographie
Il se rendit célèbre par ses travaux immenses (on le surnomma pour ce motif χαλκέντερος / khalkénteros, signifiant « aux entrailles de bronze »), et par la multitude de ses ouvrages, qu'il porta jusqu'au nombre de 4 000, et qui étaient, pour la plupart, des commentaires sur un très grand nombre d'orateurs et de poètes grecs. Il s'intéressait à tous les aspects des livres commentés : critique du texte, interprétation, explication des termes mythologiques, géographiques ou historiques, analyse rhétorique. Il rédigea ainsi six livres de critiques contre Cicéron, qualifiés de « jappements de roquet contre un lion » par Ammien Marcellin. Il est également l'auteur de traités de grammaire. Quintilien rapporte que, ayant écrit plus de livres qu'il ne pouvait s'en souvenir, Didyme ne crut pas une histoire qu'on lui raconta. On lui montra alors un de ses propres ouvrages dans lequel il la tenait pour vraie.
Cependant le chercheur Paul Foucart avance une explication permettant d'expliquer la réputation d' auteur très prolifique attachée à Didyme dès l'antiquité
- Didyme a suivi les cours d'érudits auprès de la bibliothèque d'Alexandrie dans sa jeunesse. Il a pu a cette occasion établir des notes de lectures d'auteurs majeurs. De telles notes ont pu ensuite servir d'éléments de départ de son travail d'érudition exégétique.
- Il est très probable aussi que Didyme s'était attaché les services d'affranchis voire d'esclaves pour rédiger des recensions thématiques de divers auteurs utiles pour ses commentaires sur des œuvres majeures a venir (tels que les commentaires de l'orateur Démosthène ). Il est ainsi probable que des personnes a son service, ont lu pour lui, et ont aussi dépouillés, puis recopiés certaines œuvres secondaires comme travail préparatoire à ses commentaires.

De ce travail immense, seuls des fragments nous sont parvenus, rassemblés en 1854 par M. Schmitt.

### Didyme un grand érudit dans la tradition savante alexandrine
En 1904 a été découvert une partie assez conséquente de son commentaire sur les Philippiques de Démosthène.
Ce nouveau papyrus permet d'entrevoir le véritable travail d'érudition  de Didyme, dans la tradition solide Alexandrine.
Pour établir le commentaire de l'œuvre, il part toujours de la vulgate du texte fixée par  Aristophane de Byzance, à Alexandrie, puis tout au long du texte original, il explicite des termes, des concepts, ou des évènements en prenant appui sur une pluralité de source de qualités. il confronte ses sources, établit des comparaisons logiques, y applique le sens critique. Cette méthode se laisse bien voir dans les vestiges du papyrus  P berol 9780 de son commentaire de Démosthène.
Dans l'esprit de Didyme, tels que le démontrent les fragments papyrologiques, il ne s'agissait pas rééditer le texte même des œuvres de chaque auteur, avec des notes enrichies, mais bien plutôt des commentaires indépendants reprenant les extraits avec des commentaires d'érudition à leurs suites.
Dans l'esprit de Didyme, selon la tradition alexandrine, il s'agissait d'éclairer, de dater, de contextualiser les termes et faits reproduits dans les œuvres majeures des auteurs anciens. C'est un travail d'érudition philologique, stylistiques et historique.
Il fournit un éclaircissement, mentionne une erreur historique, ou  une déformation au regard de plusieurs témoignages externe sur le sujet . Il s'agit d'un commentaire savant, solide qui fait preuve d'érudition philologique.
Un papyrus en mauvais état Oxyrhynchus papyrus n°2506 part XXIX, nous a révélé la première partie de son commentaire des poètes lyriques anciens.
Les  176 fragments préservés nous redonnent quelques éléments d 'érudition de Didyme. Il explicite des éléments poétiques, et biographiques sur Stesichore ( la palinodie sur Troie ), Alcman ( nationalité), Sappho ( ses relations avec ses frères), Alcée ( et son accusation de meurtre)...
Pour l'aider dans ce travail d'exégèse de qualité, il pouvait compter sur les riches et ressources de la bibliothèque d'Alexandrie.

#### Méthode exégétique de Didyme
Son commentaire sur Démosthène est une bonne illustration de sa manière de procéder a l'exégèse de textes célèbres.
D' après le papyrus retrouvé  on peut schématiquement retrouver sa méthode de commentateur 
papyrus colonne 1 ( fragmentaire )  :  Démosthène sur la couronne
- expédition d'Athènes  à Oreus et Erétrie en 342 av JC. ( et référence à l' atthidographe Philochore )
- Discours 4e philippique  (très fragmentaire ) :

- digression sur Hermias d'Atarnée et ses relations avec ses contemporains ( référence à Hermippe, Théopompe, Callisthène )
- discussion les bienfaits d grand roi ( perse ) vis  a vis d'Athènes ( référence Philchore, et Anaximène )
- les préparatifs financiers d'Athènes avant la guerre et les finances de la cité Athénienne.
- Réponse à la lettre du roi Macédonien Philippe.

- date et authenticité de cette lettre  (références à Philokhoros et Anaximène ) Didyme par l'analyse stylistique remets en cause l'authenticité de cette lettre
- référence au discours sur la couronne par Didyme pour indiquer que les Macédoniens ont déjà payé tribut à Athènes
- référence aux relations Mégage et Athènes . ( citation de Théopompe )
Ainsi  par exemple Didyme,  dans son commentaire les Philippiques de Démosthène au sujet du séjour d' Aristote auprès du satrape Hermias en Asie mineure confronte un récit historique soit favorable à Aristote et Hermias - Hermippe de Smyrne, auteur d'une biographie du philosophe de Stagire, ou Callisthène neveu d'Aristote -, soit défavorable - Anaximène de Lampsaque nettement hostile au philosophe, ou Théopompe-
Didyme connait de première main les œuvres de  Callisthène  ( biographie d'Hermais ), Théopompe ( histoire de Philippe ), Anaximène de Lampsaque ( histoire de Philippe ), Hellanicos de lesbos ( Mythologie), Andron d'Halicarnasse, Domitios Callistratos etc.
De plus il nous est resté un témoignage de ses commentaires sur les auteurs de comédies grecques. Il savait expliquer les allusions ou les reprises, redites effectuées par un auteur en s'inspirant d'un autre. C'est le cas de la pièce des rois d' Aristophane qui comporte une allusion sur l'usage du vin pour favoriser l'inspiration dont Cratinos en faisait une  de des thématiques de sa pièce la pytinie.
Formé dans l'environnement solide d'érudition alexandrine, élaborait ses commentaires avec soins en croisant systématiquement une pluralité de sources antiques, et aussi parfois interrogeant l'authenticité de tel ou tel passage par l'utilisation d' une analyse stylistique pertinente. Cette démarche rigoureuse associant érudition profonde, et esprit critique permettait a Didyme de contextualiser d'une manière érudite les œuvres majeures d'auteurs anciens. En cela il fut un digne successeur de l'érudition alexandrien illustrée par Callimaque dans son corpus de Pinakes  ( catalogue savants d'œuvres antiques ).
Cette large et solide érudition permet de faire justice a la plaisanterie qui courait parmi ses contemporain sur ses contradictions présentes dans ses commentaires. En effet même un grand érudit comme lui, de surcroit très prolifique, pouvait parfois se contredire ci ou là. Cela ne déprécie en rien la qualité du travail réalisé par ce grand érudit, et grand lecteur. Un homme savant parcourant les bibliothèques pour y trouver aussi des témoignages anciens, oubliés, originaux ou méconnus lui permettant d'établir des commentaires savants .Didyme était un érudit de l'École d'Alexandrie, un homme érudit et à ce titre il a eu accès a la bibliothèque Alexandrine, qui au 1 er siècle av JC, possédait encore un catalogue d'œuvre très abondant et diversifié.
De l'époque antique jusqu'aux temps byzantin, Didyme restera la référence inégalée du commentateur philologue. Bien peu après lui ne feront que compléter son immense travail philologique. 

### Liste de ses commentaires établie par des occurrences anciennes
Sur le théâtre grec :  
Commentaire suivi des comédies suivantes :
- 2 pièces de théâtre de la comédie d'Aristophane dénommée Ploutos présentées en 408 av JC, et 388 av JC[9].

| Aristophane     | Cratinos   | Eschyle       | Euripides        |
| --------------- | ---------- | ------------- | ---------------- |
| les grenouilles | La Pytinie | les perses    | Les Pheniciennes |
| les oiseaux     |            | Les eleusiens |                  |
| les seigneurs   |            | Promethée     |                  |

Sur les tragédiens
Eschyle
- Les Perses[10]

- Les Eleusiniensscan du papyrus découvert en Egypte du commentaire de Didyme sur Démosthène. Prométhée[11]
- Sophocle

Achéos d'Eretrie
Ion de Chios
- Agamemnon

Euripide
- les Phéniciennes[13]

Sur les orateurs grecs :
- Démosthène :
- Contre Aristocratrès[14]
- les discours philippiques[15]

- Discours sur la Couronne
- Hypéride
- Dinarque

Commentaires sur les poètes grecs :
- Homère l'Iliade et l'Odyssée[16]
- Hésiode la Théogonie
- Alcée
- Alcman
- Bacchylide
- Sappho

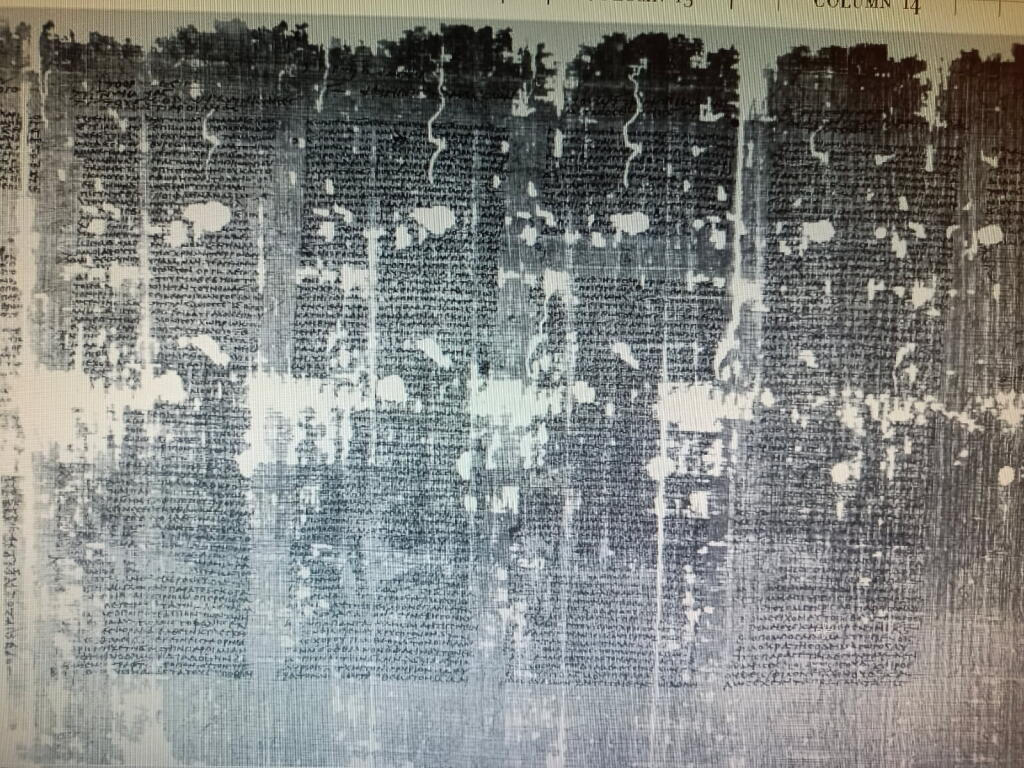
scan du papyrus découvert en Egypte du commentaire de Didyme sur Démosthène.

- Pindare sur les Olympiques, et les Pythiques [17]

commentaire sur l'ouvre d'un contemporain : 
une contradiction envers Cicéron ? ( peut être attribuée à tort a cet auteur )  
- un commentaire sur les poètes lyriques anciens ( présentations et données biographiques )[18]

- Un lexique de termes poétiques ( préservé en partie par Hésychius auteur byzantin )

- Sur la phraséologie tragique ( περὶ τραγῳδουμένης λέξεως perí tragodouménis léxeos ), qui comprenait au moins 28 livres
- Phraséologie comique du théâtre ( λέξις κωμική léxis komikí ), dont Hesychius fit beaucoup usage
- un troisième ouvrage linguistique sur les mots de sens ambigu ou incertain, comprenant au moins sept livres
- un quatrième ouvrage linguistique sur les expressions fausses ou corrompues
- un recueil de proverbes grecs ( περὶ παροιμιῶν perí parimión ) en 13 livres,  d'où sont tirés la plupart des proverbes de la collection de Zénobe .
- Sur les tables de loi de Solon ( περὶ τῶν ἀξόνων Σόλωνος perí tón axónon Sólonos ), ouvrage mentionné par Plutarque

### Editions
- M. Schmidt, Didymi Chalcenteri grammatici Alexandrini fragmenta quae supersunt omnia, Teubner, 1854.
- H. Diels, Didymi de Demosthene commenta, cum anonymi in Aristocrateam lexico, post editionem berolinensem recognoverunt H. Diels et W. Schubart, Leipzig, 1904.
- Denys Page  A Melic Papyrus part XXIX Oxyrhynchus Papyri  memoirs n°41 , Lo,don Exploration Society 1963 , X-53 pages.
- André WARTELLE  Histoire du texte d'Eschyle le cas du commentaire de didyme  les belles lettres open librairy ( libre ) 1971, et rééditions
- Cécile DAUDE  iudicia jugement de valeur dans les scholies aux olympiques  dialogue Histoire ancienne n° en supplément DHA 2012
- L. Pearson, S. Stephens, Didymi in Demosthenem commenta, Teubner, 1983 (en ligne).
- P. Harding, Didymos: On Demosthenes, Oxford, 2006 (partiellement en ligne).
- Bruce Karl Braswell Didymos of Alexandria  commentary on Pindar Bale Schwabe  2013   325 p.